# A Brief History of Seven Killings
A Brief History of Seven Killings é o terceiro romance do autor jamaicano Marlon James. Foi publicado em 2014 pela Riverhead Books. O romance abrange várias décadas e explora a tentativa de assassinato de Bob Marley na Jamaica em 1976 e suas consequências, passando pelas guerras de crack na cidade de Nova York na década de 1980 e uma Jamaica transformada na década de 1990.

## Sinopse
O romance tem cinco seções, cada uma com o nome de uma trilha musical e cobrindo os eventos de um único dia:
- “Original Rockers: 2 de dezembro de 1976”
- “Survival: 3 de dezembro de 1976”
- “Shadow Dancin: 15 de fevereiro de 1979”
- “White Lines/Kids in America: 14 de agosto de 1985”
- “Sound Boy Killing: 22 de março de 1991”

A primeira parte do romance se passa em Kingston, Jamaica, na preparação para o Smile Jamaica Concert realizado em 5 de dezembro de 1976, e descreve a violência politicamente motivada entre gangues associadas ao Partido Trabalhista Jamaicano (JLP) e ao Partido Nacional do Povo (PNP), especialmente nos bairros de Tivoli Gardens e Matthews Lane, em West Kingston (renomeados no romance como Copenhagen City e Eight Lanes), incluindo o envolvimento da CIA na política jamaicana da época. Além de Marley (que é chamado de "o cantor" ao longo do livro), outros personagens da vida real retratados ou ficcionalizados no livro incluem os gangsters de Kingston Winston "Burry Boy" Blake e George "Feathermop" Spence, Claude Massop e Lester Lloyd Coke (Jim Brown) do JLP e Aston Thomson (Buckie Marshall) do PNP.

## Personagens

### Grande Kingston de 1959
- Sir Arthur Jennings, ex-político, falecido
- The Singer, superestrela do reggae do mundo
- Peter Nasser, político, estrategista
- Nina Burgess, ex-recepcionista, atualmente desempregada
- Kim-Marie Burgess, sua irmã
- Ras Trent, amante de Kim-Marie
- Doctor Love / Luis Hernán Rodrigo de las Casas, consultor da CIA
- Barry Diflorio, chefe da estação da CIA, Jamaica
- Claire Diflorio, sua esposa
- William Adler, ex-oficial de campo da CIA, agora é um desonesto
- Alex Pierce, jornalista, Rolling Stone
- Mark Lansing, cineasta, filho de Richard Lansing, ex-diretor da CIA
- Louis Johnson, oficial de campo, CIA
- Sr. Clark, oficial de campo, CIA
- Bill Bilson, jornalista, Jamaica Gleaner
- Sally Q, consertadora, informante
- Tony McFerson, político
- Oficial Watson, polícia
- Oficial Nevis, polícia
- Oficial Grant, polícia

### Cidade de Copenhague
- Papa-Lo / Raymond Clarke, dom da cidade de Copenhague, 1960–1979
- Josey Wales, chefe de segurança, chefe da cidade de Copenhagen, 1979–1991, líder do Storm Posse
- Weeper, executor de gangue, executor chefe do Storm Posse, Manhattan/Brooklyn
- Demus, membro de gangue
- Heckle, membro de gangue
- Bam-Bam, membro de gangue
- Funky Chicken, membro de gangue
- Renton, membro de gangue
- Leggo Beast, membro de gangue
- Tony Pavarotti, executor, atirador
- Priest, mensageiro, informante
- Junior Soul, informante/suposto espião das Eight Lanes
- The Wang Gang, gangue sediada em Wang Sang Lands, afiliada à cidade de Copenhagen
- Copper, executor de gangue
- Chinaman, líder de gangue perto da cidade de Copenhague
- Treetop, membro de gangue
- Bullman, executor

### As Oito Pistas
- Shotta Sherrif / Roland Palmer, dono das Eight Lanes, 1975–1980
- Funnyboy, executor de gangue e segundo em comando
- Buntin-Banton, co-líder e doador das Eight Lanes, 1972–1975
- Dishrag, colíder e chefe das Eight Lanes, 1972–1975

### Fora da Jamaica, 1976-1976
- Donald Casserley, traficante de drogas, presidente da Jamaica Freedom League
- Richard Lansing, diretor da CIA, 1973–1976
- Lindon Wolfsbricker, embaixador americano na Iugoslávia
- Almirante Warren Tunney, diretor da CIA, 1977–1981
- Roger Theroux, oficial de campo, CIA
- Miles Copeland, chefe da estação da CIA, Cairo
- Edgar Anatolyevich Cheporov, repórter, Agência de Notícias Novosti
- Freddy Lugo, agente, Alpha 66, Organizações Revolucionárias Unidas (United Revolutionary Organizations), AMBLOOD
- Hernán Ricardo Lozano, agente, Alpha 66, Organizações Revolucionárias Unidas, AMBLOOD
- Orlando Bosch, agente Omega 7, Organizações Revolucionárias Unidas, AMBLOOD
- Gael e Freddy, agentes, Omega 7, Organizações Revolucionárias Unidas, AMBLOOD
- Sal Resnick, jornalista, New York Times

### Baía de Montego, 1979
- Kim Clarke, desempregada
- Charles/Chuck, engenheiro, Alcorp Bauxite

### Miami e Nova York, 1985-1991
- Storm Posse, sindicato de drogas jamaicano
- Ranking Dons, sindicato rival de drogas jamaicano
- Eubie, chefe de segurança, Storm Posse, Queens/Bronx
- A-Plus, associado de Tristan Phillips
- Pig Tails, executor, Storm Posse, Queens/Bronx
- Ren-Dog, executor, Storm Posse, Queens/Bronx
- Omar, executor, Storm Posse, Manhattan/Brooklyn
- Romeo, traficante de drogas, Storm Posse, Brooklyn
- Tristan Phillips, preso, Rikers, membro do Ranking Dons
- John-John K, assassino de aluguel, sequestrador de carros
- Paco, o ladrão de carros
- Griselda Blanco, traficante de drogas, operações do cartel de Medellín em Miami
- Baxter, executor de Griselda Blanco
- The Hawaiian Shirts, executoras de Griselda Blanco
- Kenneth Colthirst, morador de Nova York, 5ª Avenida
- Gaston Colthirst, seu filho
- Gail Colthirst, sua nora
- Dorcas Palmer, cuidadora
- Millicent Segree, estudante de enfermagem
- Senhorita Betsy, gerente, Agência de Emprego God Bless
- Monifah Thibodeaux, viciada em drogas

## Recepção
O romance de James foi elogiado por sua maestria de voz e gênero, abrangendo épico histórico, romance de espionagem, suspense de gangue e saga mítica, tudo ao mesmo tempo. Escrevendo na Literary Review, Kevin Power elogia a energia e a imaginação de Marlon James nas vozes de seus personagens: "seu domínio de uma gama de tons e vozes se aproxima do virtuoso". No entanto, Power observa a falta de impulso narrativo do romance necessário para impulsioná-lo por quase 700 páginas.
De acordo com o Book Marks, o livro recebeu críticas "positivas" com base em 11 avaliações de críticos, sendo 5 "rave", 4 "positivas", 1 "mista" e 1 "pan". Na edição de janeiro/fevereiro de 2015 da Bookmarks, revista que reúne resenhas de livros por críticos, o livro recebeu um  (3,5 de 5) com base em avaliações de críticos com um resumo crítico dizendo: "No entanto, aqueles com "coração[es] forte[s], estômago[es] forte[s] e poderes prodigiosos de concentração" encontrarão muito o que admirar no exigente terceiro romance de James (Minneapolis Star Tribune)".

## Prêmios
O livro recebeu o Prêmio Booker de 2015. Esta foi a primeira vez que um autor nascido na Jamaica ganhou o prémio. De acordo com a BBC: "[O presidente dos jurados do Booker, Michael] Wood disse que os jurados chegaram a uma decisão unânime em menos de duas horas. Ele elogiou as 'muitas vozes' do livro — ele contém mais de 75 personagens — que 'foram da gíria jamaicana para alturas bíblicas'".
Em uma entrevista em podcast, James disse que gastou parte do prêmio Booker £50 000 em uma luminária em forma de cavalo em tamanho real.
| Ano  | Prêmio                                   | Categoria           | Resultado        | Ref.                        |
| ---- | ---------------------------------------- | ------------------- | ---------------- | --------------------------- |
| 2014 | National Book Critics Circle Award       | Fiction             | pré-selecionados | [ 12 ]                      |
| 2015 | Andrew Carnegie Medals for Excellence    | Fiction             | Pré-selecionado  | [ 13 ]                      |
| 2015 | Anisfield-Wolf Book Award                | Fiction             | Venceu           | [ 14 ] [ 15 ]               |
| 2015 | Green Carnation Prize                    | —                   | Venceu           | [ 16 ]                      |
| 2015 | Man Booker Prize                         | —                   | Venceu           | [ 17 ] [ 18 ] [ 19 ] [ 20 ] |
| 2015 | Minnesota Book Award                     | Novel & Short Story | Venceu           | [ 21 ]                      |
| 2015 | OCM Bocas Prize for Caribbean Literature | Fiction             | Venceu           | [ 22 ]                      |
| 2015 | PEN/Open Book Award                      | —                   | Pré-selecionado  | [ 23 ]                      |
| 2016 | International Dublin Literary Award      | —                   | pré-selecionados | [ 24 ]                      |

## Televisão
A HBO adquiriu a opção do romance em maio de 2015 e está planejando uma série de televisão, embora nenhuma data de estreia tenha sido anunciada.